# Языки Судана
Судан — многоязычная страна, где преобладает суданский диалект арабского языка. Согласно Конституции Судана 2005 года официальными языками являются арабский литературный язык и английский.

## Описание
Около 70 языков являются родными для граждан Судана.
Суданский диалект арабского языка наиболее широко распространён в стране. Это одна из разновидностей арабского языка, распространённая на севере Судана. В нём много заимствованных слов из местных языков (эль-ротана). Это привело к разновидностям арабского, которые уникальны в Судане, отражающем тот путь, какой была страна под влиянием африканской и арабской культур. Некоторые племена Судана ещё имеют подобные акценты и те, что в Саудовской Аравии. Другие важные языки включают в себя беджа (бедави) на берегу Красного моря с возможными 2.000.000 носителей; фур на западе (дафур) с 1.000.000 носителями; и различные нубийские языки вдоль Нила на севере с 500.000 носителями или также. Наиболее лингвистически разнообразный регион в стране — горы Нуба в Кордофане, население нескольких языковых семей, с дарфурской и эфиопско-граничными регионами — будут вторыми.
Беджа — единственный язык кушитской семьи в Судане. Арабский язык относится к семитской семье, нигеро-конголезская семья представлена многими кордофанскими языками, а индоевропейские языки — домари и английским. Исторически древненубийский язык, греческий язык, коптский язык были языками христианской Нубии, а мероитский язык в царстве Куш, которое завоевало Египет.
В Судане также есть несколько региональных жестовых языков, которые не имеют взаимопонятность. Но в 2009 году было разработано предложение для единого суданского жестового языка, но не был широко известен.
Наиболее часто используемые языки:
- Арабский язык во всём Судане, наряду с языками племён.
  - Суданский арабский язык.
  - Надждийский, хеджазийский диалекты арабского языка (в основном, в середине севера и середине востока).
  - Чадский арабский в западном регионе (многие распространены в баггара и других арабско-африканских племенах).
- Нубийские языки на крайнем севере (на многих говорят нубийцы Махас, Донгола и Халфа).
- Динка в Южном Судане.
- Беджа известен как бедавит в крайнем востоке рядом с Красным морем (говорят многие беджа в Хадандава, Абабда, Бишарин).
- Фур на крайнем западе (говорят многие фур).
- Кордофанские языки состоят из множества языков: языки каду, языки катла, языки манде, языки рашад, языки лафофа и талоди-хейбанские языки.
- Языки нубийских гор в южном регионе (различные этнические группы говорят на разных языках).
- Языки темейн.
- Домари.
- Разные нигеро-конголезские языки и чадские языки (говорят много племён Западной Африки, подобные фаллата, также известная как фульбе или хауса.
- Другие языки племён во всём Судане с англоговорящим населением.